# Мнеміопсіс
Мнеміопсіс (Mnemiopsis leidyi) — вид реброплавів із класу Tentaculata. Єдиний представник роду Mnemiopsis.

## Розповсюдження
Природний ареал охоплює узбережжя Флориди. Наприкінці ХХ сторіччя вид широко розповсюдився у морях, що омивають європейське узбережжя. У 1982 році був відмічений у Чорному морі, наприкінці 90-х — у Каспійському, у 2006 був знайдений у Балтійському та Північному морях. Таке широке розселення мнеміопсісу відбулося внаслідок діяльності людини. Вважається, до Європи він потрапив з баластними водами торговельних кораблів. В Україні зустрічається у Чорному та Азовському морях.

## Будова
Мають прозоре овальне тіло з лопатями вздовж нього. На лопатях розташовані по 4 ряди війок. Вони здатні до люмінесцентного світіння блакитним кольором. Мають щупальця, які використовуються для захоплення їжі, на відміну від медуз не мають жалких клітин. Тіло на 97 % складається з води. Довжина тіла до 12 см, діаметр — до 2,5 см. Не мають мозку, сліпі, пересуваються дуже повільно.

## Спосіб життя
Мнеміопсіс може жити в широкому діапазоні температур (від 2 до 32 °С) та солоності води (2—38 ‰), але надає перевагу теплим водам. Пелагічний вид, живиться зоопланктоном, а також ікрою та личинками деяких видів риб. Гермафродит, гонади містять як яйцеклітини, так і сперматофори. Особина стає здатною до розмноження при досягненні довжини тіла 15 мм. Плодючість залежить від розміру і може становити до кількох тисяч яєць. Запліднення відбувається пізно ввечері або вночі.

## Значення
Мнеміопсіс потрапивши до Чорного моря, завдав його фауні великої шкоди. Не маючи природних ворогів, він почав неконтрольовано розмножуватись, максимальний розмір його популяції був зафіксований у 1989 році, коли у 1 м3 води фіксувалося до 400 особин. Біомаса становила 1,5—2 кг/м3 на усій акваторії моря, а загальна біомаса становила близько 800 мільйонів тон. Знищуючи велику кількість зоопланктону (кормова база багатьох видів риб), а також ікру та личинки риб, мнеміопсіс підірвав чисельність популяції кількох видів чорноморських риб. Особливо великої шкоди зазнала популяція хамси, яка є важливим об'єктом промислу. Крім того, внаслідок скорочення чисельності зоопланктону почав неконтрольовано розмножуватись фітопланктон, що призвело до різкого зменшення прозорості води. Також цьому сприяло виділення мнеміопсисом слизу, який знищив навіть більше тварин, ніж спожив сам мнеміопіс.
Але в наступні роки популяція мнеміопсису почала скорочуватись. Цьому зокрема сприяла інвазія у Чорне море іншого представника класу Tentaculata — хижого Beroe ovata, який живиться мнеміопсисом. Унаслідок цього популяція риб та зоопланктону почала відновлюватись.

## Виноски
1. ↑  Zaika, V. Ye.; Sergeyeva, N. G. (1990). Morphology and development of Mnemiopsis mccradyi (Ctenophora, Lobata) in the Black Sea. Zoologicheskiy Zhurnal. 69 (2): 5—11.
2. ↑  Kube, Sandra; Postel, Lutz; Honnef, Christopher & Augustin, Christina B. (2007): Mnemiopsis leidyi in the Baltic Sea — distribution and overwintering between autumn 2006 and spring 2007. Aquatic Invasions 2 (2): 137—145.
3. ↑  M.L. Cain, W.D. Bowman, S.D. Hacker Ecology. Sinauer ass., Inc. Sunderland, Mass., 2008